# Paul Dätwyler
Paul Dätwyler (* 13. März 1916 in Lyss, Kanton Bern; † 25. Juli 1984) war ein Schweizer Ringer und Schwinger. Er gewann bei der Europameisterschaft 1937 in München im Freistilringen eine Bronzemedaille im Mittelgewicht.

## Werdegang
Paul Dätwyler begann als Jugendlicher in Moudon mit dem Ringen und dem Schwingen. Das Schwingen, eine Schweizer Nationalsportart, ähnelt dem Freistilringen, weil bei beiden Sportarten Beinangriffe erlaubt sind. Paul Dätwyler betrieb diese beiden Sportarten nebeneinander sehr erfolgreich. Als Schwinger war er von 1934 bis 1945 aktiv und gewann dabei bei vielen grossen Schweizer Turnieren viele Preise. Schwingerkönig konnte er aber nie werden.
Im Ringen wurde er 1935 erstmals Schweizer Meister im freien Stil im Halbschwergewicht. Im gleichen Jahr startete er bei der Europameisterschaft im Freistilringen in Brüssel in der gleichen Gewichtsklasse. Er besiegte dort Fritz Oberländer aus Österreich und Erich Siebert aus Deutschland, unterlag aber dann gegen August Neo aus Estland und Ede Virágh-Ebner aus Ungarn und belegte den 5. Platz.
1936 war er auch bei den Olympischen Spielen in Berlin im Halbschwergewicht am Start. Er verlor dort seinen ersten Kampf gegen den US-Amerikaner Ray Clemons, besiegte dann Mustafa Çakmak aus der Türkei und Hubert Prokop aus der Tschechoslowakei, verlor dann aber erneut gegen August Neo. Mit dem 4. Platz verpasste er in der Endabrechnung damit knapp eine olympische Medaille.
Bei der Europameisterschaft im freien Stil 1937 in München startete Paul Dätwyler im Mittelgewicht. Er verlor dort in seinem Auftaktkampf gegen den routinierten Franzosen Jean Jourlin nach Punkten, gewann dann aber gegen Drzymala aus Polen, Jan Pelikan aus der Tschechoslowakei und János Rihetzky aus Ungarn. In der Endrunde unterlag er jedoch dem schwedischen Ringerkönig Ivar Johansson, gewann aber noch die Bronzemedaille.
1937 kam es in Bern zu einem Länderkampf im Freistilringen zwischen der Schweiz und Deutschland. Paul Dätwyler siegte dabei im Mittelgewicht über den deutschen Freistilmeister dieser Gewichtsklasse Albert Laudien aus Wilhelmshaven nach Punkten.
Nach dem Zweiten Weltkrieg setzte Paul Dätwyler seine internationale Ringerkarriere fort. Er hatte dabei aber kein Glück, denn er schied bei der Europameisterschaft 1946 in Stockholm im Mittelgewicht nach einer Niederlage gegen Eino Virtanen aus Finnland verletzungsbedingt aus. Auch bei den Olympischen Spielen 1948 in London hatte er Pech. Er gewann dort im Mittelgewicht zunächst über Anton Vogel aus Österreich und Jean-Baptist Benoy aus Belgien, musste dann aber im Kampf gegen André Brunaud aus Frankreich verletzungsbedingt aufgeben und konnte das Turnier nicht fortsetzen.

## Internationale Erfolge als Ringer
| Jahr | Platz | Wettbewerb      | Gewichtsklasse | Ergebnisse |
| 1935 | 5.    | EM in Brüssel   | Halbschwer     | nach Siegen über Fritz Oberländer, Österreich, und Erich Siebert, Deutschland, und Niederlagen gegen August Neo, Estland, und Ede Virágh-Ebner, Ungarn                                           |
| 1936 | 4.    | OS in Berlin    | Halbschwer     | nach einer Niederlage gegen Ray Clemons, USA, Siegen über Mustafa Çakmak, Türkei, und Hubert Prokop, Tschechoslowakei, und einer Niederlage gegen August Neo                                     |
| 1937 | 3.    | EM in München   | Mittel         | nach einer Niederlage gegen Jean Jourlin, Frankreich, Siegen über Dzymala, Polen, Jan Pelikan, Tschechoslowakei, und János Rihetzky, Ungarn, und einer Niederlage gegen Ivar Johansson, Schweden |
| 1946 | unpl. | EM in Stockholm | Mittel         | verletzungsbedingte Aufgabe gegen Eino Virtanen, Finnland |
| 1948 | unpl. | OS in London    | Mittel         | nach Siegen über Anton Vogel, Österreich, und Jean-Baptist Benoy, Belgien, verletzungsbedingte Aufgabe gegen André Brunaud, Frankreich                                                           |

Erläuterungen
- alle Wettkämpfe im freien Stil
- OS = Olympische Spiele, EM = Europameisterschaft
- Mittelgewicht, Gewichtsklasse damals bis 79 kg, Halbschwergewicht bis 87 kg Körpergewicht